# David Choc
David Elías Choc Huoc (ur. 11 listopada 1993) – gwatemalski zapaśnik walczący w stylu wolnym. Zajął 30. miejsce na mistrzostwach świata w 2022 roku. 
Dziewiąty na igrzyskach panamerykańskich w 2023. Srebrny medalista mistrzostw panamerykańskich w 2021 i 2022; brązowy w 2025. Ósmy na igrzyskach panamerykańskich w 2019. Wicemistrz Ameryki Południowej z 2013. Srebrny medalista igrzysk Ameryki Środkowej w 2017 roku.